# Pogonia ophioglossoides
Pogonia ophioglossoides,  es una especie   de orquídea de hábitos terrestres. Es originaria de Norteamérica.

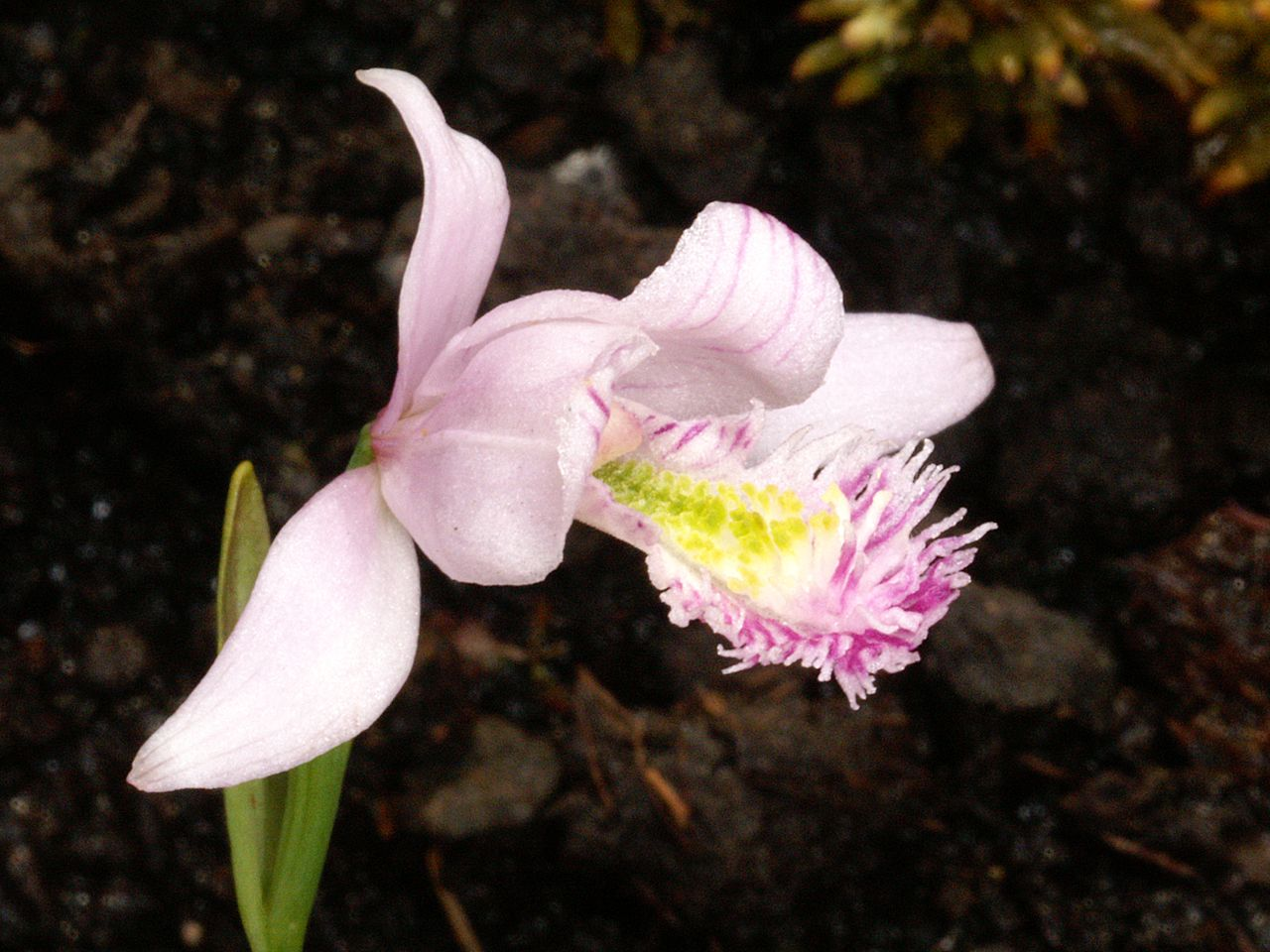
Detalle de la flor

## Descripción
Es una orquídea de hábitos terrestres,  con un tallo fibroso, pubescente, raíces carnosas, delgadas, tubérculos globosos que llevan una sola hoja, ovada a elíptica u ovada-lanceolada. Florece en la primavera en el sur hasta el verano en el norte, en una inflorescencia terminal de 2 a 11 cm de largo, la inflorescencia está sostenida por una bráctea con forma de hoja y tiene flores solitarias fragantes. 
Las plantas tienen aproximadamente 30 centímetros de altura y se extienden a través de largos rizomas subterráneos. Las flores, generalmente solitarias, son vistosas, con el labio muy papiloso y bastantes flecos en los márgenes.

## Distribución y hábitat
Se encuentra en desde el este de Canadá al sur de la Florida y al oeste de Minnesota y Misuri en abiertos prados húmedos, turberas y cunetas mal drenadas

## Taxonomía
Pogonia ophioglossoides fue descrita por (Carlos Linneo) Ker Gawl. y publicado en Botanical Register; consisting of coloured . . . 2:t. 148, en el año 1816.
Sinonimia
- Arethusa ophioglossoides L. basónimo
- Arethusa parviflora Michx.
- Pogonia ophioglossoides f. albiflora E.L.Rand & Redfield
- Pogonia ophioglossoides var. brachypogon Fernald
- Pogonia pendula Lindl.[4]